# Kragenbinde

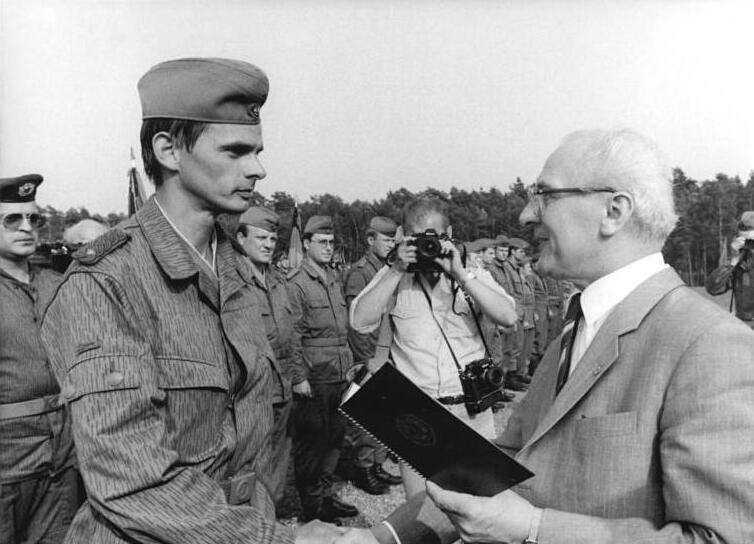
Major der NVA (links), in Felddienstanzug (Sommer) mit eingeknöpfter Kragenbinde

Eine Kragenbinde ist ein schmales Stück hellen Stoffs, das direkt in den Kragen einer Jacke eingeknöpft wird.
Dieses kaum noch gebräuchliche Kleidungsteil wurde bzw. wird hauptsächlich noch bei den Dienstuniformen von Armeen verwendet, um ein Verschwitzen des Uniformstoffs der ohne schützendes Oberhemd getragenen Feldjacke bzw. des Feldanzuges am Hals zu verhindern (im Soldatenjargon Kragenspeck). Die Kragenbinde wird normalerweise täglich gewechselt.